# Брустер (Міннесота)
Брустер (англ. Brewster) — місто (англ. city) в США, в окрузі Ноблс штату Міннесота. Населення — 506 осіб (2020).

## Географія
Брустер розташований за координатами 43°41′50″ пн. ш. 95°27′52″ зх. д. / 43.69722° пн. ш. 95.46444° зх. д. (43.697215, -95.464526).  За даними Бюро перепису населення США в 2010 році місто мало площу 3,53 км², уся площа — суходіл.

## Демографія
Згідно з переписом 2010 року, у місті мешкали 473 особи в 207 домогосподарствах у складі 130 родин. Густота населення становила 134 особи/км².  Було 218 помешкань (62/км²).
Расовий склад населення:
| - 95,3 % — білих - 1,3 % — корінних американців - 0,2 % — чорних або афроамериканців - 2,7 % — осіб інших рас |

До двох чи більше рас належало 0,4 %. Частка іспаномовних становила 5,3 % від усіх жителів.
За віковим діапазоном населення розподілялося таким чином: 27,3 % — особи молодші 18 років, 57,9 % — особи у віці 18—64 років, 14,8 % — особи у віці 65 років та старші. Медіана віку мешканця становила 39,5 року. На 100 осіб жіночої статі у місті припадало 99,6 чоловіків;  на 100 жінок у віці від 18 років та старших — 102,4 чоловіків також старших 18 років.
Середній дохід на одне домашнє господарство  становив 53 146 доларів США (медіана — 45 481), а середній дохід на одну сім'ю — 71 935 доларів (медіана — 75 694). Медіана доходів становила 47 750 доларів для чоловіків та 30 875 доларів для жінок. За межею бідності перебувало 8,0 % осіб, у тому числі 10,2 % дітей у віці до 18 років та 5,8 % осіб у віці 65 років та старших.
Цивільне працевлаштоване населення становило 244 особи. Основні галузі зайнятості: виробництво — 25,8 %, освіта, охорона здоров'я та соціальна допомога — 24,2 %, роздрібна торгівля — 13,9 %, науковці, спеціалісти, менеджери — 6,6 %.